# Олимпийская хартия

Эмблема МОК

Олимпи́йская ха́ртия — документ, в котором изложены основополагающие принципы Олимпизма, правила, принятые МОК.

## Задачи
Олимпийская хартия выполняет три задачи:
- документ конституционного характера, устанавливающий принципы и ценности Олимпизма;
- устав МОК;
- положение по распределению обязанностей между Международным олимпийским комитетом, международными федерациями, национальными олимпийскими комитетами и организационными комитетами по проведению Олимпийских игр.

## Преамбула

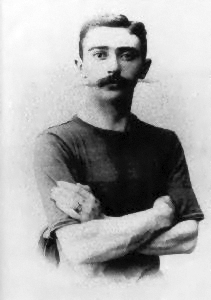
Кубертен

Концепция современного олимпизма принадлежит Пьеру де Кубертену, по чьей инициативе в июне 1894 года в Париже состоялся международный атлетический конгресс. 23 июня 1894 года самоучредился Международный олимпийский комитет (МОК). Празднование первых Олимпийских игр (Игр Олимпиады) современности состоялось в Афинах (Греции) в 1896 году.
В 1914 году на олимпийском конгрессе в Париже был утверждён олимпийский флаг, подаренный Пьером де Кубертеном. На флаге изображены 5 переплетающихся колец, которые символизируют союз пяти континентов и встречу спортсменов всего мира на Олимпийских играх. Первые зимние Олимпийские игры состоялись в Шамони (Франции) в 1924 году.

## Основополагающие принципы олимпизма
- Олимпизм представляет собой философию жизни, возвышающую и объединяющую в сбалансированное целое достоинства тела, воли, разума. Олимпизм, соединяющий спорт с культурой и образованием, стремится к созданию образа жизни, основывающегося на радости от усилия, воспитательной ценности хорошего примера, социальной ответственности и на уважении ко всеобщим основным этическим принципам.
- Цель олимпизма заключается в том, чтобы поставить спорт на службу гармоничного развития человечества, способствуя созданию мирного общества, заботящегося о сохранении человеческого достоинства.
- Олимпийское движение представляет собой согласованную, организованную, универсальную и постоянную деятельность всех лиц и организаций, вдохновляемых ценностями олимпизма, осуществляемую под руководством МОК. Эта деятельность охватывает пять континентов. Вершиной её является объединение спортсменов всего мира на великом спортивном празднике, Олимпийских играх. Символом олимпийского движения являются пять переплетённых колец.
- Занятия спортом — одно из прав человека. Каждый должен иметь возможность заниматься спортом, не подвергаясь дискриминации, в духе олимпизма, что подразумевает взаимопонимание в духе дружбы, солидарности, честной игры.
- Понимая, что спорт функционирует в рамках общества, спортивные организации внутри олимпийского движения должны соблюдать политический нейтралитет. Они обладают правами и обязательствами, свойственными автономным организациям, что включает в себя независимое создание спортивных правил и контроль над ними, определение структуры и руководство своими организациями, соблюдение права на проведение выборов, свободных от любого внешнего воздействия, а также ответственность за обеспечение применения принципов добросовестного управления.
- Осуществление прав и свобод, предусматриваемых настоящей олимпийской хартией, должно быть обеспечено в отсутствие какой-либо формы дискриминации: расового, языкового, религиозного, политического характера, по признаку цвета кожи, пола, сексуальной ориентации, наличия иного мнения, национального или социального происхождения, обладания собственностью, рождения или иного статуса.
- Принадлежность к олимпийскому движению требует соблюдения положений олимпийской хартии и признания Международным олимпийским комитетом.

## Структура
Официальные языки хартии — французский и английский. Олимпийская хартия (в редакции от 15 сентября 2017 года) состоит из шести глав и 61-й статьи.
Главы Олимпийской хартии:
1. Олимпийское движение.
2. Международный олимпийский комитет (МОК).
3. Международные федерации (МФ).
4. Национальные олимпийские комитеты (НОК).
5. Олимпийские игры.
6. Меры и санкции, дисциплинарные процедуры и разрешение споров.